# Placinolopha
Placinolopha is een geslacht van sponsdieren uit de klasse van de Homoscleromorpha.

## Soorten
- Placinolopha acantholopha (Thomas, 1970)
- Placinolopha bedoti Topsent, 1897
- Placinolopha europae Vacelet & Vasseur, 1971
- Placinolopha moncharmonti (Sarà, 1960)
- Placinolopha sarai Lévi & Lévi, 1989
- Placinolopha spinosa Kirkpatrick, 1900